# Алгоритм Кехена
В обчислювальній математиці алгоритм Кехена (також відомий, як компенсаційне підсумовування) — це алгоритм обчислення суми послідовності чисел з рухомою комою, який значно зменшує обчислювальну похибку у порівнянні з наївним підходом (простим послідовним підсумовуванням чисел з заокругленням результату на кожному кроці). Зменшення похибки досягається введенням додаткової змінної для збереження суми похибок.
Зокрема, наївне підсумовування n чисел в найгіршому випадку дає похибку, яка росте пропорційно n і при підсумовуванні випадкових чисел має середнє квадратичне відхилення, пропорційне до {\displaystyle {\sqrt {n}}} (помилки заокруглення викликані випадковим блуканням).
При компенсаційному підсумовуванні навіть в найгіршому випадку похибка не залежить від n, тому велика кількість доданків може бути підсумована з похибкою, яка залежить тільки від точності числа з рухомою комою.
Авторство алгоритму приписують Вільяму Кехену.

## Алгоритм
В псевдокоді алгоритм можна записати так:
```
function
 KahanSum(input)
    
var
 sum = 0.0
    
var
 c = 0.0                 // Сума похибок.
    
for
 i = 1 
to
 input.length 
do

        y = input[i] - c        // Поки що все добре: 
c
 - нуль.
        t = sum + y             // На жаль, 
sum
 велике, 
y
 мале, тому молодші розряди 
y
 втрачені.
        c = (t - sum) - y       // 
(t - sum)
 відновлює старші розряди 
y
; віднімання 
y
 відновлює -(молодші розряди 
y
)
        sum = t                 // Алгебраїчно, 
c
 завжди повинно дорівнювати нулю. Будьте обережні, користуючись 
оптимізувальними компіляторами
!
                                // Під час наступної ітерації втрачені молодші розряди будуть заново додані до 
y
.
    
return
 sum
```

## Приклад
В цьому прикладі будемо використовувати десяткову шестирозрядну арифметику з рухомою комою. Комп'ютери, як правило, використовують двійкову арифметику, але алгоритм, що ілюструється, від цього не змінюється.
Нехай sum було присвоєно значення 10000.0, і наступні два значення input[i] рівні 3.14159 і 2.71828.
Точний результат рівний 10005.85987, що заокруглюється до 10005.9. При простому підсумовуванні порядок кожного вхідного значення був би вирівняний з sum, і багато
молодших розрядів були б втраченими (заокругленими або відкинутими). Перший результат після заокруглення був би 10003.1. Другий результат був би 10005.81828 до заокруглення 
і 10005.8 після, що не є правильним результатом.
При компенсаційному підсумовуванні ми б отримали правильний заокруглений результат — 10005.9.
Покладемо початкове значення c=0.
```
y = 3.14159 - 0                   
y = input[i] - c

t = 10000.0 + 3.14159
  = 10003.1                       Багато розрядів втрачено!
c = (10003.1 - 10000.0) - 3.14159 Це 
потрібно
 розраховувати так, як записано! 
  = 3.10000 - 3.14159             Відновлена частина 
y
, яка на увійшла в 
t
, а не все вхідне 
y
.
  = -.0415900                     Завершуючі нулі показані тому, що це шестирозрядна арифметика.
sum = 10003.1                     Таким чином, не всі розряди з 
input[i]
 включені в 
sum
.
```

Сума настільки велика, що зберігаються тільки старші розряди доданку. На щастя, на наступному кроці c зберігає похибку.
```
y = 2.71828 - (-.0415900)         Враховується похибка з попереднього кроку.
  = 2.75987                       Її порядок не сильно відрізняється від 
y
. Більшість розрядів враховано.
t = 10003.1 + 2.75987             Але тільки деякі розряди попадають в 
sum
.
  = 10005.85987,                  Заокруглюється до 10005.9
c = (10005.9 - 10003.1) - 2.75987 Тут отримується те, що прийшло
  = 2.80000 - 2.75987             В даному випадку забагато.
  = .040130                       Так чи інакше надлишок буде віднятий наступного разу.
sum = 10005.9                     Точний результат: 10005.85987, що коректно заокруглено до 6 знаків.
```

Таким чином, додавання відбувається з використанням двох змінних: sum зберігає суму, і c зберігає частину суми, яка не потрапила в sum на наступній ітерації.

## Точність
Старанний аналіз похибок при компенсаційному підсумовуванні є необхідним для оцінки точності.
Незважаючи на те, що він є більш точним, ніж наївне підсумовування, він все ще може давати великі відносні похибки для погано обумовлених сум.
Припустимо, що виникає потреба підсумувати {\displaystyle n} значень {\displaystyle x_{i}} для {\displaystyle i=1,2,\ldots ,n}.
Точна сума (розрахована з нескінченною точністю):
{\displaystyle S_{n}=\sum _{i=1}^{n}x_{i}}.
З компенсаційним підсумовуванням вона набуває вигляду {\displaystyle S_{n}+E_{n}}, де похибка {\displaystyle E_{n}} обмежена виразом:
{\displaystyle |E_{n}|\leqslant \left[2\varepsilon +O(n\varepsilon ^{2})\right]\sum _{i=1}^{n}|x_{i}|},
{\displaystyle \varepsilon } — машинний епсилон (наприклад, ε≈10−16 для чисел з рухомою комою подвійної точності).
Як правило, нас цікавить величина відносної похибки {\displaystyle |E_{n}|/|S_{n}|}, яка обмежена виразом:
{\displaystyle {\frac {|E_{n}|}{|S_{n}|}}\leqslant \left[2\varepsilon +O(n\varepsilon ^{2})\right]{\frac {\sum \limits _{i=1}^{n}|x_{i}|}{\left|\sum \limits _{i=1}^{n}x_{i}\right|}}}.
У виразі для оцінки відносної похибки дріб {\displaystyle \sum |x_{i}|/\left|\sum {x_{i}}\right|} є числом обумовленості задачі підсумовування.
По суті, число обумовленості виражає внутрішню чутливість задачі підсумовування до похибок, незалежно від способу розрахунку.

## В мовах програмування
В принципі, достатньо агресивні оптимізувальні компілятори можуть перешкоджати реалізації алгоритму Кехена.
Наприклад, якщо компілятор спрощує вирази у відповідності до правил асоціативності для дійсних чисел, він може «спростити» другий крок у послідовності t = sum + y; c = (t - sum) - y; до ((sum + y) - sum) - y;, а потім до c = 0;, виключаючи компенсацію похибок.
На практиці багато компіляторів не використовують правила асоціативності (які є лише наближеними в арифметиці чисел з рухомою комою) для оптимізації, за винятком явного використання опцій компілятора, які дозволяють «небезпечні» оптимізації,
хоча компілятор Intel C++ дозволяє за замовчуванням оптимізації, які базуються на правилах асоціативності.
Оригінальна K&R версія мови програмування C дозволяла компілятору змінювати порядок операндів у виразах з рухомою комою у відповідності до правил асоціативності, але наступний
стандарт ANSI C заборонив зміну порядку операндів для того, щоб зробити мову програмування C краще пристосованою для розробки додатків, які використовують чисельні методи (і більш подібною до мови програмування Fortran, яка забороняла зміну порядку операндів), однак на практиці способи оптимізації залежать від опцій компіляторів.
В загальному, вбудовані функції для підсумовування в мовах програмування, як правило, не гарантують, що алгоритм частинного підсумовування буде використовувати хоча б алгоритм Кехена.